# Parapediasia subtilellus
Parapediasia subtilellus là một loài bướm đêm trong họ Crambidae.